# 高速鉄道の最高速度記録の歴史
高速鉄道の最高速度記録の歴史（こうそくてつどうのさいこうきろくのれきし）
最新の情報は英語版en:Railway speed recordを参照。

## ギネス世界記録公認の停車駅間における営業列車の平均速度記録
| 平均速度 km/h (mph) | 営業最高速度 km/h (mph) | 列車                         | 種別                     | 区間     | 起点                            | 終点                                | 距離                  | 年   | 備考                                                   |
| ------------------- | ----------------------- | ---------------------------- | ------------------------ | -------- | ------------------------------- | ----------------------------------- | --------------------- | ---- | ------------------------------------------------------ |
| 115 (71.4)          | 128.8 (80)              | Cheltenham Spa Express       | 蒸気                     | イギリス | スウィンドン                    | ロンドン                            | 124.45km (77.3 miles) | 1932 | 77.3マイルを65分 グレート・ウエスタン鉄道 当時世界最速 |
| 124 (77.0)          | 160 (99.4)              | フリーゲンダー・ハンブルガー | 電気式ディーゼル         | ドイツ   | ベルリン                        | ハンブルク                          | 286 km                | 1933 | 動力分散式気動車, 乗客98名                             |
| 132.1 (82.0)        | 160 (99.4)              | ル・ミストラル               | 動力集中式（電気機関車） | フランス | パリ                            | ディジョン                          | 315 km                | 1964 |                                                        |
| 162.8 (101.1)       | 210 (130.4)             | ひかり（新幹線）             | 動力分散式電車           | 日本     | 東京                            | 新大阪                              | 515.0 km              | 1965 | 名古屋と京都に停車                                     |
| 163 101.2)          | 200 (124.2)             | エタンダール号               | 動力集中式               | フランス | サン・ピエール・デ・コール      | ポワティエ                          | 100 km                | 1973 | 旧路線, 機関車牽引式 (CC6500)                          |
| 214 (132.9)         | 260 (161.4)             | TGV                          | 動力集中式電車           | フランス | パリ                            | リヨン・ブロットー駅 （1982年廃駅） | 429 km                | 1983 |                                                        |
| 261.8 (162.6)       | 300 (186.3)             | のぞみ（新幹線）             | 動力分散式電車           | 日本     | 広島                            | 小倉                                | 192.0 km              | 1997 | 500系で運転                                            |
| 263.3 (163.3)       | 320 (198.7)             | TGV                          | 動力集中式電車           | フランス | リヨン・サン＝テグジュペリTGV駅 | エクス＝アン＝プロヴァンスTGV駅     | 289.6 km              | 2005 |                                                        |
| 279.3 (173.4)       | 320 (198.7)             | TGV                          | 動力集中式電車           | フランス | ロレーヌTGV駅                   | シャンパーニュ＝アルデンヌTGV駅     | 167.6 km              | 2007 | 現在継続中 LGV Est                                     |

## 鉄輪式における走行試験等での最高速度記録の歴史・年次順
- 1903年10月6日 - ドイツ - シーメンス&ハルスケ社製 三相交流電車 - 203km/h
- 1903年10月28日 - ドイツ - AEG社製 三相交流電車 - 210.1km/h
- 1931年 - ドイツ - シーネンツェッペリン - 230.2km/h （ガソリンエンジン、プロペラ推進）
- 1934年5月 - アメリカ - パイオニア・ゼファー181km
- 1936年2月 - ドイツ - ドイツ国鉄 SVT 137 "Bauart Leipzig"- 205km/h - （ディーゼル）
- 1936年3月 - ドイツ - Borsig ドイツ国鉄05形蒸気機関車002号 - 200.4km/h
- 1938年 - 英国 - LNER A4形蒸気機関車4468号機 マラード - 202.6 km/h
- 1939年7月20日-イタリア-電気急行列車のETR200 - 203km/h
- 1939年 - ドイツ - ドイツ国鉄 SVT-137155 (Kruckenberg) 215km/h（ディーゼル）
- 1954年 - フランス - フランス国鉄CC7100形電気機関車CC7121号機 - 243km/h
- 1955年3月28日 - フランス - フランス国鉄CC7100型電気機関車CC7107号機 - 320.6km/h
- 1955年3月29日 - フランス - フランス国鉄BB9000形電気機関車BB9004号機 - 330.9km/h
- 1963年3月30日 - 日本 - 新幹線1000形電車 - 256km/h
- 1966年7月23日 - 米国 - Budd Rail Diesel Car - 295.72km/h （ジェットエンジン）
- 1967年 - 米国 - UAC - 275km/h （ガスタービン）
- 1972年2月24日 - 日本 - 新幹線951形電車 - 286km/h
- 1972年12月8日 - フランス - TGV - 318km/h （ガスタービン）
- 1973年 - 英国 - Class 252 - 230.4km/h （ディーゼル）
- 1978年 - イタリア - ペンドリーノ - 250km/h
- 1979年12月7日 - 日本 - 新幹線961形電車 - 319km/h
- 1981年2月26日 - フランス - TGV No.16- 380km/h
- 1985年 - 西ドイツ - ICE - 300km/h
- 1987年 - 英国 - Class 43(HST) - 238km/h （ディーゼル）
- 1988年5月1日 - 西ドイツ - ICE - 406.9km/h
- 1988年12月12日 - フランス - TGV No.88 - 408.4km/h
- 1989年12月5日 - フランス - TGV No.325 - 482.4km/h
- 1990年5月18日 - フランス - TGV No.325 - 515.3km/h
- 1991年3月16日 - 日本 - 新幹線400系電車 - 336km/h
- 1991年9月29日 - 日本 - 新幹線400系電車 - 345km/h
- 1992年8月8日 - 日本 - 新幹線500系電車900番台 - 350.4km/h
- 1992年12月- ロシア - TEP80 - 271km/h （ディーゼル）ロシアの独自技術
- 1993年12月21日 - 日本 - 新幹線952形・953形電車 - 425km/h
- 1993年 - スウェーデン - X2000 - 276km/h
- 1996年7月26日 - 日本 - 新幹線955形電車- 443km/h
- 2002年6月12日 - スペイン - TalgoXXl - 256.38km/h （ディーゼル）
- 2006年7月 - スペイン - Siemens Velaro E(AVE S-103) -  403.7km/h （営業用かつ無改造。シーメンス等/ドイツ製）
- 2006年9月 - ドイツ - 1216050 - 357km/h （電気機関車）オーストリア国鉄で営業運転に使用されているユーロスプリンター（タウルスIII）を無改造で使用
- 2006年12月 - フランス - TGV - 540km/h
- 2007年4月3日 - フランス - TGV No.4402- 574.8km/h
- 2008年6月24日 - 中国 - CRH3 - 394.3km/h
- 2008年9月14日 - スウェーデン - Regina- 303km/h
- 2010年9月28日 - 中国 - CRH380A - 416.6km/h
- 2010年12月3日 - 中国 - CRH380A - 486.1km/h
- 2011年1月9日 - 中国 - CRH380BL - 487.3km/h
- 2012年9月9日 - 韓国 - HEMU-430X - 354.6km/h
- 2012年12月13日 - 韓国 - HEMU-430X - 380.5km/h
- 2013年3月28日 ‐ 韓国 - HEMU-430X ‐ 421.4km/h

## 磁気浮上式における走行試験での最高速度記録の歴史・年次順
- 1973年 - 西ドイツ - TR04 - 250km/h（有人）
- 1974年 - 西ドイツ - EET-01 - 230km/h （無人）
- 1974年 - 西ドイツ - Comet - 401.3km/h （無人）6つの水蒸気ロケット推進
- 1977年 - 西ドイツ - TR4 - 253.2km/h（有人）
- 1978年 - 日本 - HSST01 - 307.8km/h （日産製補助ロケット推進）
- 1979年12月12日 - 日本 - ML500 - 504km/h （無人）
- 1979年12月21日 - 日本 - ML500 - 517km/h （無人）
- 1984年 - 西ドイツTR6 - 302km/h（有人）
- 1985年 - 西ドイツ - TR06 - 355km/h（有人）
- 1987年 - 西ドイツ - TR06 - 392km/h（有人）
- 1987年2月4日 - 日本 - MLU001 - 400.8km/h （有人）
- 1987年12月 - 西ドイツ - TR06 - 406km/h（有人）
- 1988年 - 西ドイツ - TR-06  -412.6km/h（有人）
- 1989年 - 西ドイツ TR-07 - 436km/h（有人）
- 1993年 - 西ドイツ - TR-07 - 450km/h（有人）
- 1994年2月24日 - 日本 - MLU002N - 431km/h （無人）
- 1995年1月26日 - 日本MLU002N - 411km/h （有人）
- 1997年11月 - 日本 - MLX01（A30編成） 503km/h（有人・3両編成）
- 1997年12月24日 - 日本 - MLX01（A30編成） - 550km/h （無人・3両編成）
- 1999年3月 - 日本 - MLX01（A51編成） - 548km/h （無人・5両編成）
- 1999年4月14日 - 日本 - MLX01（A51編成） - 552km/h （有人・5両編成）ギネス認定
- 2003年11月19日 - 日本 - MLX01（A31編成）　- 579km/h（無人・3両編成）
- 2003年11月 - ドイツ - TR-08（上海トランスラピッド） - 501km/h （営業用）
- 2003年12月2日 - 日本 - MLX01（A31編成） - 581km/h（有人・3両編成）ギネス認定
- 2015年4月16日 - 日本 - L0系 - 590km/h（有人・7両編成）
- 2015年4月21日 - 日本 - L0系 - 603km/h（有人・7両編成）ギネス認定

### 2列車のすれ違い相対最高速度記録の歴史
- 1989年12月 - フランスでTGVが相対777km/h（非浮上方式での最高速度記録）
- 1999年11月16日 - 日本でMLX01が相対1003km/h（A編成546km/h＋B30編成457km/h）
- 2004年11月16日 - 日本でMLX01が相対1026km/h（B35編成575km/h＋A編成451km/h）